# 東京建築士会住宅建築賞
東京建築士会住宅建築賞（とうきょうけんちくしかいじゅうたくけんちくしょう）は、一般社団法人東京建築士会の主催する、東京圏に建設された住宅を対象とした賞。書類による第一次審査と現地審査による第二次審査により受賞作品を決定する。賞の種類としては、住宅建築賞金賞、住宅建築賞、奨励賞がある。

## 歴代受賞作品・受賞者
| 受賞年・審査員 (☆：審査員長)                             | 種類             | 作品名                   | 受賞者(所属)                                                          |
| -------------------------------------------------------- | ---------------- | ------------------------ | --------------------------------------------------------------------- |
| 2010年 塚本由晴☆ 青木淳 西沢大良 ヨコミゾマコト          | 住宅建築賞金賞   | Nowhere but Sajima       | 吉村靖孝(吉村靖孝建築設計事務所)                                      |
| 2010年 塚本由晴☆ 青木淳 西沢大良 ヨコミゾマコト          | 住宅建築賞       | ホールのある住宅         | 能作文徳＋大野博史＋能作幾代(能作建築設計事務所/オーノJAPAN)          |
| 2010年 塚本由晴☆ 青木淳 西沢大良 ヨコミゾマコト          | 住宅建築賞       | スモールハウスH          | 乾久美子(乾久美子建築設計事務所)                                      |
| 2010年 塚本由晴☆ 青木淳 西沢大良 ヨコミゾマコト          | 住宅建築賞       | Sg                       | 芦澤竜一(芦澤竜一建築設計事務所)                                      |
| 2010年 塚本由晴☆ 青木淳 西沢大良 ヨコミゾマコト          | 住宅建築賞       | house T                  | 寳神尚史+田中美香(日吉坂事務所)                                       |
| 2011年 塚本由晴☆ 安藤邦廣 トム・ヘネガン 林寛治 藤本壮介 | 住宅建築賞       | ルネヴィレッジ成城       | 柳澤潤(コンテンポラリーズ)                                            |
| 2011年 塚本由晴☆ 安藤邦廣 トム・ヘネガン 林寛治 藤本壮介 | 住宅建築賞       | ジュッカイエ             | 長岡勉＋田中正洋(POINT)／横尾真(OUVI)                                 |
| 2011年 塚本由晴☆ 安藤邦廣 トム・ヘネガン 林寛治 藤本壮介 | 住宅建築賞       | ミンナノイ               | 間田央＋間田真矢(mamm-design)                                         |
| 2011年 塚本由晴☆ 安藤邦廣 トム・ヘネガン 林寛治 藤本壮介 | 住宅建築賞       | シナの木と白い家         | 髙橋真紀＋潮上大輔(髙橋真紀建築設計事務所)                            |
| 2011年 塚本由晴☆ 安藤邦廣 トム・ヘネガン 林寛治 藤本壮介 | 住宅建築賞       | SPROUT                   | 峯田建＋恩田恵以(スタジオアーキファーム)                              |
| 2012年 塚本由晴☆ 安藤邦廣 トム・ヘネガン 林寛治 藤本壮介 | 住宅建築賞金賞   | 向陽ロッジアハウス       | 金野千恵(建築設計コンノ)                                              |
| 2012年 塚本由晴☆ 安藤邦廣 トム・ヘネガン 林寛治 藤本壮介 | 住宅建築賞       | 駒沢公園の家             | 今村水紀＋篠原勲(miCo.)                                               |
| 2012年 塚本由晴☆ 安藤邦廣 トム・ヘネガン 林寛治 藤本壮介 | 住宅建築賞       | LUZ白金                  | 川辺直哉(川辺直哉建築設計事務所)                                      |
| 2012年 塚本由晴☆ 安藤邦廣 トム・ヘネガン 林寛治 藤本壮介 | 住宅建築賞       | ISANA                    | 西久保毅人(ニコ設計室)                                                |
| 2012年 塚本由晴☆ 安藤邦廣 トム・ヘネガン 林寛治 藤本壮介 | 住宅建築賞奨励賞 | 深沢の家                 | 森清敏＋川村奈津子(MDS)                                               |
| 2013年 西沢立衛☆ 妹島和世 トム・ヘネガン 林寛治 藤本壮介 | 住宅建築賞       | 松竹台の家               | 荒木源希＋佐々木高之＋佐々木珠穂＋岸田佳晃(アラキ+ササキアーキテクツ) |
| 2013年 西沢立衛☆ 妹島和世 トム・ヘネガン 林寛治 藤本壮介 | 住宅建築賞       | FIKA                     | 西田司＋一色博貴＋梁井理恵(オンデザインパートナーズ)                  |
| 2013年 西沢立衛☆ 妹島和世 トム・ヘネガン 林寛治 藤本壮介 | 住宅建築賞       | HOUSE T                  | 篠崎弘之(篠崎弘之建築設計事務所)                                      |
| 2013年 西沢立衛☆ 妹島和世 トム・ヘネガン 林寛治 藤本壮介 | 住宅建築賞       | 等々力の二重円環         | 藤原徹平(フジワラテッペイアーキテクツラボ)                            |
| 2013年 西沢立衛☆ 妹島和世 トム・ヘネガン 林寛治 藤本壮介 | 住宅建築賞奨励賞 | 外・〈外〉・《外》       | 葛川かおる＋鹿田征歳(ああす設計室)                                    |
| 2013年 西沢立衛☆ 妹島和世 トム・ヘネガン 林寛治 藤本壮介 | 住宅建築賞奨励賞 | KG.house                 | 清水裕子＋清水貞博＋松崎正寿(atelierA5建築設計事務所)                 |
| 2013年 西沢立衛☆ 妹島和世 トム・ヘネガン 林寛治 藤本壮介 | 住宅建築賞奨励賞 | 43base                   | 三浦慎＋濱野義夫氏(三浦慎建築設計室)                                  |
| 2014年 西沢立衛☆ 妹島和世 トム・ヘネガン 林寛治 藤本壮介 | 住宅建築賞       | 西麻布の集合住宅         | 安原幹＋日野雅司＋栃澤麻利(SALHAUS)                                   |
| 2014年 西沢立衛☆ 妹島和世 トム・ヘネガン 林寛治 藤本壮介 | 住宅建築賞       | Armadillo／アルマジロ    | 田辺雄之(田辺雄之一級建築士事務所)                                    |
| 2014年 西沢立衛☆ 妹島和世 トム・ヘネガン 林寛治 藤本壮介 | 住宅建築賞       | 森をよけた住まい         | 西久保毅人(一級建築士事務所ニコ設計室)                                |
| 2014年 西沢立衛☆ 妹島和世 トム・ヘネガン 林寛治 藤本壮介 | 住宅建築賞       | 重ねの家                 | 木島千嘉＋上原絢子(木島千嘉建築設計事務所)                            |
| 2014年 西沢立衛☆ 妹島和世 トム・ヘネガン 林寛治 藤本壮介 | 住宅建築賞       | House – H                | 岸本和彦(acca)                                                        |
| 2015年 西沢立衛☆ 乾久美子 小嶋一浩 妹島和世 藤本壮介     | 住宅建築賞       | 西麻布の集合住宅         | 能作淳平＋大野博史(能作建築設計事務所／オーノJAPAN)                   |
| 2015年 西沢立衛☆ 乾久美子 小嶋一浩 妹島和世 藤本壮介     | 住宅建築賞       | 構の郭                   | 武井誠＋鍋島千恵(TNA)                                                 |
| 2015年 西沢立衛☆ 乾久美子 小嶋一浩 妹島和世 藤本壮介     | 住宅建築賞       | 岸辺の家                 | 堀直樹＋安田朋子(堀直樹・安田朋子建築設計事務所)                      |
| 2015年 西沢立衛☆ 乾久美子 小嶋一浩 妹島和世 藤本壮介     | 住宅建築賞       | Casa O                   | 髙橋一平(髙橋一平建築事務所)                                          |
| 2015年 西沢立衛☆ 乾久美子 小嶋一浩 妹島和世 藤本壮介     | 住宅建築賞       | 不動前ハウス             | 常山未央＋能作文徳(mnm／能作文徳建築設計事務所)                       |
| 2016年 西沢立衛☆ 乾久美子 小嶋一浩 妹島和世 藤本壮介     | 住宅建築賞       | living journey           | 佐藤美輝(佐藤事務所)                                                  |
| 2016年 西沢立衛☆ 乾久美子 小嶋一浩 妹島和世 藤本壮介     | 住宅建築賞       | ペインターハウス         | 加藤亜矢子＋村山徹(ムトカ建築事務所)                                  |
| 2016年 西沢立衛☆ 乾久美子 小嶋一浩 妹島和世 藤本壮介     | 住宅建築賞       | DECKS                    | 伊藤博之(伊藤博之建築設計事務所)                                      |
| 2016年 西沢立衛☆ 乾久美子 小嶋一浩 妹島和世 藤本壮介     | 住宅建築賞       | 横浜の住宅               | 伊藤暁(伊藤暁建築設計事務所)                                          |
| 2016年 西沢立衛☆ 乾久美子 小嶋一浩 妹島和世 藤本壮介     | 住宅建築賞       | SHIRO building           | 木下昌大＋石黒大輔(KINO architects)                                   |
| 2016年 西沢立衛☆ 乾久美子 小嶋一浩 妹島和世 藤本壮介     | 住宅建築賞奨励賞 | tetto                    | 安原幹＋日野雅司＋栃澤麻利(SALHAUS)                                   |
| 2017年 乾久美子☆ 青木淳 金野千恵 平田晃久                | 住宅建築賞       | 桃山ハウス               | 中川エリカ(中川エリカ建築設計事務所)                                  |
| 2017年 乾久美子☆ 青木淳 金野千恵 平田晃久                | 住宅建築賞       | TRANS                    | 駒田剛司+駒田由香(駒田建築設計事務所)                                 |
| 2017年 乾久美子☆ 青木淳 金野千恵 平田晃久                | 住宅建築賞       | 辰巳アパートメントハウス | 伊藤博之(伊藤博之建築設計事務所)                                      |
| 2017年 乾久美子☆ 青木淳 金野千恵 平田晃久                | 住宅建築賞       | Around the Corner Grain  | 佐野哲史／高野洋平+森田祥子(Eureka／MARU。architecture)               |
| 2017年 乾久美子☆ 青木淳 金野千恵 平田晃久                | 住宅建築賞       | いえとそとのいえ         | 萩野智香(萩野智香建築設計事務所)                                      |
| 2018年 乾久美子☆ 青木淳 金野千恵 平田晃久                | 住宅建築賞金賞   | KITAYON                  | 寳神尚史+太田温子(日吉坂事務所株式会社)                               |
| 2018年 乾久美子☆ 青木淳 金野千恵 平田晃久                | 住宅建築賞       | 床と天井                 | 河内一泰(河内建築設計事務所)                                          |
| 2018年 乾久美子☆ 青木淳 金野千恵 平田晃久                | 住宅建築賞       | 谷陰の光                 | 加藤大作+清水純一(UND一級建築士事務所)                                |
| 2018年 乾久美子☆ 青木淳 金野千恵 平田晃久                | 住宅建築賞       | 稲村の森の家             | 藤原徹平(フジワラテッペイアーキテクツラボ)                            |
| 2018年 乾久美子☆ 青木淳 金野千恵 平田晃久                | 住宅建築賞奨励賞 | 酒井邸                   | 渡邊大志(早稲田大学理工学術院建築学専攻/創造理工学部建築学科)         |